# Lowana Planitia
La Lowana Planitia è una struttura geologica della superficie di Venere.